# Henryk Iwaniszewski
Henryk Iwaniszewski (ur. 12 kwietnia 1922 w Grodnie, zm. 27 sierpnia 1981) – polski astronom.

## Życiorys
Naukę w liceum rozpoczął przed II wojną światową, ale ukończył dopiero po jej zakończeniu. Studia astronomiczne ukończył w 1952 roku na Uniwersytecie Mikołaja Kopernika w Toruniu, otrzymując tytuł magistra filozofii z zakresu astronomii. Brał udział w ekspedycji mającej na celu obserwacje całkowitego zaćmienia Słońca 30 czerwca 1954 na Kaukaz. W 1962 roku obronił pracę doktorską na temat: Wyznaczanie ekstynkcji międzygwiazdowej i gęstości gwiazd w polu Aquila. Następnie zatrudnił się w Przemysłowym Instytucie Elektroniki.
Od roku 1957 członek Polskiego Towarzystwa Miłośników Astronomii (PTMA). Od roku 1975 prezes Oddziału Toruńskiego PTMA; członek Zarządu Głównego PTMA, twórca Kalendarzyka Astronomicznego wydawanego przez Oddział Toruński PTMA].
W 1952 r. poślubił Cecylię Iwaniszewską. Mieli dwóch synów: Stanisława (ur. 1953 r.) i Jana (ur. 1955).

## Badania naukowe
W dorobku naukowym pozostawił prace z dziedzin astronomii gwiazdowej, radioastronomii oraz mechaniki nieba i fotometrii.
Prowadził działania organizacyjne w Obserwatorium Astronomicznym UMK w Piwnicach.

## Nagrody i wyróżnienia
W 1973 roku Walny Zjazd Delegatów PTMA wyróżnił go dyplomem honorowym, a w roku 1979 – srebrną odznaką.
W 1979 roku, na wniosek Zarządu Głównego PTMA, Rada Państwa odznaczyła go Złotym Krzyżem Zasługi.